# Спахија
Спахија, или сипахи (осм. سپاهی тур.  [], од перс. سپاهی [], у значењу „војник”), били су тешки коњаници Османског царства, за разилику од лаке коњице (акинџије и делије). Постојале су тимарске спахије (сахиби-тимар, timarli sipahi, од тимара, османског феудалног поседа), и портине спахије (kapikulu sipahi) под директном командом султана у Истанбулу.

## Историја
Положај тимарских спахија био је сличан положају средњовековног европског витеза. Они су имали имања која им је доделио султан. Обичај да заслужне војнике награди поседом на освојеним територијама први је увео султан Мурат I у другој половини 14. века. Спахија је полагао право на приходе са тог имања, док је заузврат имао обавезу да служи у османској војсци. Право на поседе постало је наследно крајем 17. века. Спахија је у рат водио још до 7 помоћних војника (cebeli).
Мурат  је основао и јединицу портиних спахија, чији је задатак био да штите султана и његову породицу, и да учествују у парадама са султаном.
Од оружја, спахије су користиле: симитар, килич, буздован, бојне секире и копља. Носили су округле штитове, метални или кожни оклоп, а и коњи су имали заштиту. За спахије у Анатолији је карактеристична лакша опрема и употреба турског лука.
Спахије су постала најјача од 6 врста турских коњичких јединица. Заједно са јаничарима, до средине 18. века спахије су биле основне војне јединице Османског царства. Почетком 16. века језгро османских трупа су чинили 40.000 спахија и 60.000 њихових помоћних војника. У 17. веку било их је још само 30.000. Јединице спахија су постале мање употребљиве у ситуацији када је у 16. веку порастао значај пешадије и артиљерије у европским ратовима. Јаничари су постали главне јединице султана. Приходи са феудалних поседа тимарских спахија су опадали, а нових освајања није било. Ова криза је довела до нестанка спахија у првој половини 19. века.
У време Селима III (1789–1807) постојало је још само око 2000 спахија. Спахије су 1826. угушиле побуну јаничара, али су њихове јединице и саме биле распуштене две године касније.

## Друге употребе
Француске и италијанске колонијалне трупе у Африци су дале ово име неким својим коњичким јединицама у 19. и 20. веку.
У пракси српскога језика, руски племићки земљопоседник (помещик) се најчешће назива спахијом.

## Галерија
- Застава сипахија.
- Депикција сипахија (1)
- Депикција сипахија (2)
- Депикција сипахија (3)
- Депикција сипахија (4)